# Palais Starhemberg

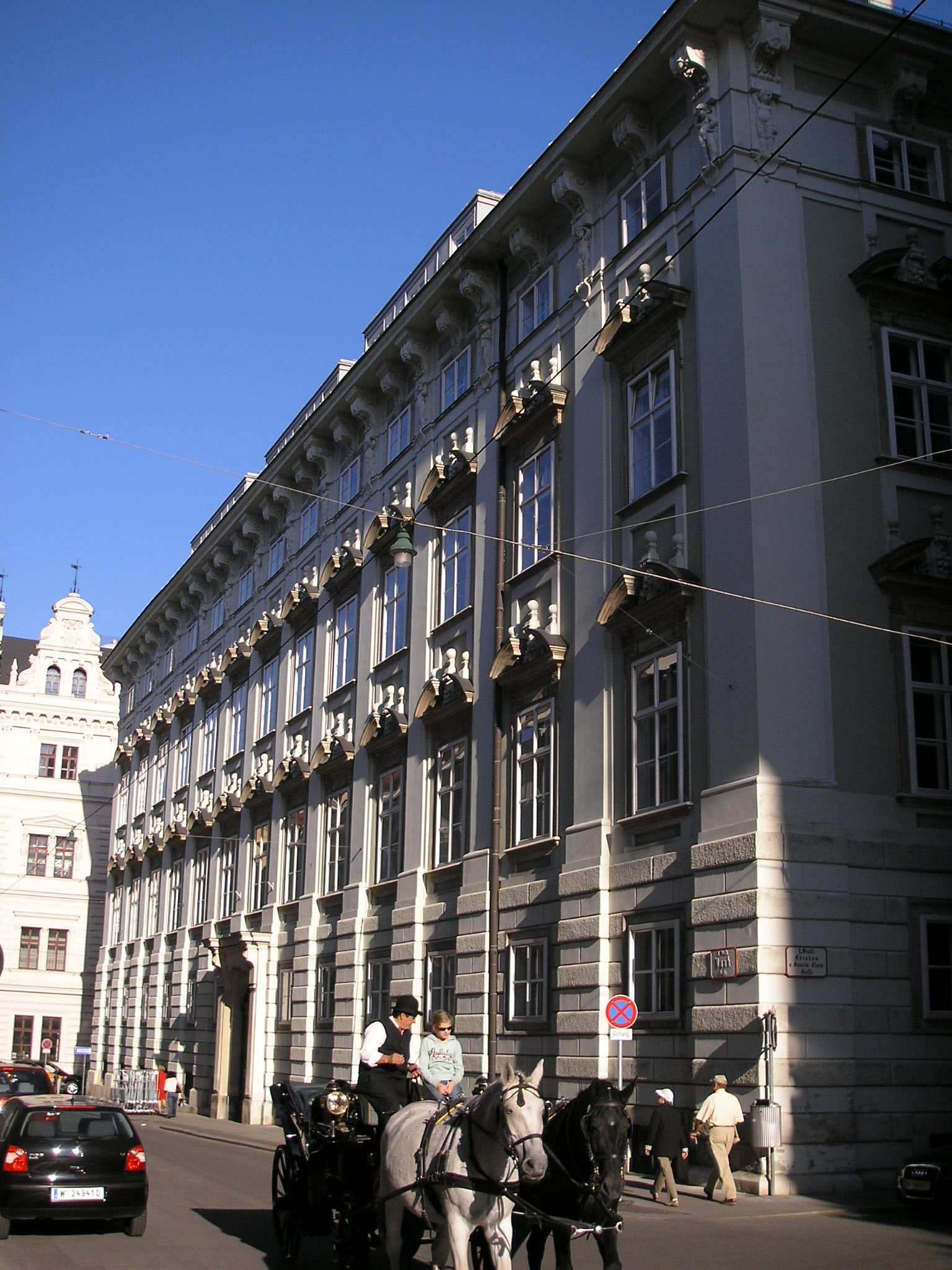
Le palais Starhemberg, vu de Bankgasse

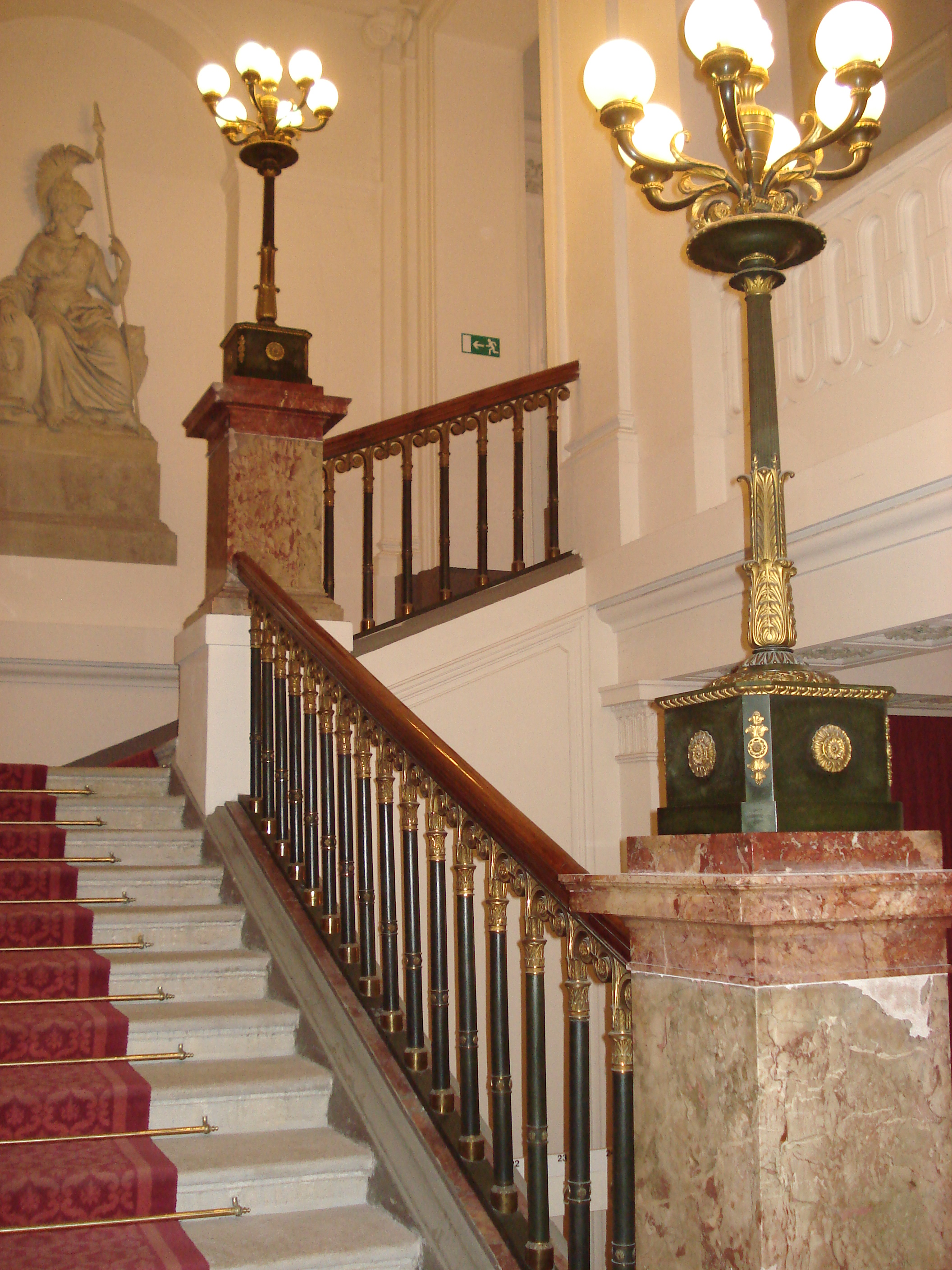
Escaliers d'apparat

Le palais Starhemberg sur la Minoritenplatz est un palais de Vienne situé dans l'Innere Stadt. C'est l'un des plus anciens palais baroques de Vienne et, avec l'aile léopoldine de la Hofburg, le seul exemple de l'architecture de palais baroque primitif à Vienne.

## Histoire
Le palais a été commandé par Conrad Balthasar comte de Starhemberg à un architecte italien en 1667. L'ancienne propriété à cet endroit a été précédemment achetée en 1661 par le comte Starhemberg au propriétaire Hans Friedrich von Sonderndorf. Lors du deuxième siège turc de Vienne en 1683, la défense de Vienne était dirigée dans le palais par le maréchal Ernst-Rüdiger von Starhemberg, le fils du commanditaire.
Après que Georg Adam, comte puis prince de Starhemberg a repris l'ensemble des possessions des Starhemberg en 1783, l'intérieur du palais a été reconstruit sous la direction de l'architecte Andreas Zach, et d'autres adaptations ont suivi. Les marches de l'escalier sont en Kaiserstein blanc dur de Kaisersteinbruch ; les sculptures en pierre de Josef Klieber ont été ajoutées vers 1815. Le palais baroque ne resta propriété de la famille que jusqu'en 1814, date à laquelle il fut vendu en raison de problèmes financiers. Il est ensuite entré en possession de la famille Nádasdy et plus tard du comte Ladislaus Festetics de Tolna. Il fit faire à Alois Pichl des modifications mineures dans le style Empire.
De 1814 à 1823, le palais a servi d'ambassade britannique sous Charles, Lord Stewart, frère cadet de Robert, vicomte Castlereagh.
En 1853, Jakob Ritter von Löwenthal devint le nouveau propriétaire, mais en 1862, il appartenait à la Compagnie des Chemins de fer d'Etat. Enfin, en 1871, le bâtiment devint propriété de l'État et fut utilisé pour abriter le ministère de la Culture et de l'Éducation. En 1875, le palais fut agrandi. À ce jour, il sert à la fois de siège au Ministère fédéral de la science et de la recherche et au Ministère fédéral de l'éducation, de l'art et de la culture.